# Bungee Jumping-reul hada
Pour plus de détails, voir Fiche technique et Distribution.
Bungee Jumping-reul hada (번지점프를 하다) est un film sud-coréen réalisé par Kim Dae-seung, sorti en 2001.

## Synopsis
Seo In-woo tombe amoureux d'une camarade étudiante, In Tae-hee. Mais, celle-ci meurt brutalement, percutée par une voiture.
17 ans plus tard, In-woo est professeur dans un lycée. Il voit petit à petit des similarités entre l'un de ses élèves, Hyeon-bin, et Tae-hee. Il est effrayé par ses sentiments, mais se rapproche du jeune homme. Ils sont alors pris à partie par les autres étudiants qui soupçonnent leur relation.
Ils arrivent finalement à la conclusion que Hyeon-bin est la réincarnation de Tae-hee.

## Fiche technique
- Titre : Bungee Jumping-reul hada
- Titre original : 번지점프를 하다
- Titre anglais : Bungee Jumping of Their Own
- Réalisation : Kim Dae-seung
- Scénario : Ko Eun-nim
- Musique : Jo Yeong-wook
- Photographie : Lee Hu-kon
- Montage : Park Yoo-kyung
- Société de production : Eye Entertainment
- Pays :  Corée du Sud
- Genre : Drame et romance
- Durée : 107 minutes
- Dates de sortie : 
  -  Corée du Sud : 3 février 2001

## Distribution
- Lee Byung-hun : Seo In-woo
- Lee Eun-ju : In Tae-hee
- Yeo Hyeon-soo : Lim Hyeon-bin
- Hong Soo-hyun : Yeo Hye-su
- Jeon Mi-seon : la femme d'In-woo
- Chang Suk-won : Cho Jae-il
- Lee Beom-su : Lee Dae-Guen
- Min Nam-koong : Kim Chul-sung

## Distinctions
Le film a reçu une nomination aux Blue Dragon Film Awards : meilleur acteur pour Lee Byung-hun.